# Errazurizia multifoliolata
Errazurizia multifoliolata är en ärtväxtart som först beskrevs av Dominique Clos, och fick sitt nu gällande namn av Ivan Murray Johnston. Errazurizia multifoliolata ingår i släktet Errazurizia och familjen ärtväxter. Inga underarter finns listade i Catalogue of Life.